# Закавказький економічний район
Закавказький економічний район  — один з 19 економічних районів СРСР, складався з трьох закавказьких республік: 
1. Азербайджанська РСР (зараз  — Азербайджан)
2. Вірменська РСР (зараз  — Вірменія)
3. Грузинська РСР (зараз  — Грузія)

У складі економічного району також виділялися: найбільші Тбіліський, Абшеронський (Баку) промислові вузли та великий Єреванський вузол. 
Населення  — 15 489 000 осіб (1987). 
Основні галузі спеціалізації: видобуток та переробка різноманітних руд кольорових та чорних металів, нафти та газу. Розвинені харчова, легка промисловість, машинобудування. 
Сільське господарство: велике значення мало вирощування субтропічних та теплолюбних технічних культур, виноградарство, плодівництво, виробництво ранніх овочів. 